# Shogo Nishikawa
Shogo Nishikawa (西河 翔吾 Nishikawa Shogo?, nacido el 1 de julio de 1983 en Hiroshima) es un futbolista japonés que se desempeña como defensa.

## Trayectoria

### Clubes
| Club                | País  | Año         |
| ------------------- | ----- | ----------- |
| Sanfrecce Hiroshima | Japón | 2004 - 2009 |
| Tokushima Vortis    | Japón | 2006 - 2008 |
| Montedio Yamagata   | Japón | 2009 - 2015 |
| Yokohama FC         | Japón | 2016 - 2017 |
| Tochigi SC          | Japón | 2018 -      |

## Estadística de carrera

### J. League
| Club                | Año   | J. League | J. League | Copa J. League | Copa J. League | Total | Total |
| Club                | Año   | Part.     | Goles     | Part.          | Goles          | Part. | Goles |
| ------------------- | ----- | --------- | --------- | -------------- | -------------- | ----- | ----- |
| Sanfrecce Hiroshima | 2004  | 5         | 0         | 1              | 0              | 6     | 0     |
| Sanfrecce Hiroshima | 2005  | 13        | 0         | 0              | 0              | 13    | 0     |
| Sanfrecce Hiroshima | 2006  | 2         | 0         | 3              | 0              | 5     | 0     |
| Tokushima Vortis    | 2006  | 8         | 0         | -              | -              | 8     | 0     |
| Tokushima Vortis    | 2007  | 42        | 1         | -              | -              | 42    | 1     |
| Tokushima Vortis    | 2008  | 35        | 2         | -              | -              | 35    | 2     |
| Sanfrecce Hiroshima | 2009  | 0         | 0         | 0              | 0              | 0     | 0     |
| Montedio Yamagata   | 2009  | 14        | 1         | 0              | 0              | 14    | 1     |
| Montedio Yamagata   | 2010  | 18        | 1         | 3              | 0              | 21    | 1     |
| Montedio Yamagata   | 2011  | 11        | 0         | 1              | 0              | 12    | 0     |
| Montedio Yamagata   | 2012  | 37        | 1         | -              | -              | 37    | 1     |
| Montedio Yamagata   | 2013  | 22        | 4         | -              | -              | 22    | 4     |
| Montedio Yamagata   | 2014  | 14        | 0         | -              | -              | 14    | 0     |
| Montedio Yamagata   | 2015  | 27        | 2         | 5              | 0              | 32    | 2     |
| Yokohama FC         | 2016  | 42        | 1         | -              | -              | 42    | 1     |
| Yokohama FC         | 2017  | 35        | 2         | -              | -              | 35    | 2     |
| Total               | Total | 325       | 15        | 13             | 0              | 338   | 15    |